# Anders Wallin
Anders Wallin, född 10 januari 1742 i Sköldinge socken, död 6 mars 1820 i Stockholm, var en svensk politiker.

## Biografi
Anders Wallin var son till kyrkoherden Johan Wallin och Eva Brita Enhörning. Han blev 1767 brottmålsnotarie och 1774 primariekämnär vid kämnärsrätten samt 1781 rådman i Stockholm. Wallin deltog i riksdagarna 1786, 1789 och 1792. Till en början uppträdde han där som Gustav III:s motståndare, vilket också ledde till att denne vägrade utnämna honom till borgmästare. Men snart nog, och av troligen mindre vackra motiv, övergick Wallin till att bli en av den kungliga politikens mest utpräglade anhängare. 1792 utnämndes han till och med till talman i borgarståndet. Som politiker gjorde Wallin dock en ganska slätstruken insats. Han var justitieråd 1791–1793. Justitierådsämbetet utbyttes mot posten som politieborgmästare i Stockholm, en uppgift som passade honom bättre, vilket var fallet med posten som justitieborgmästare i Stockholm, som han innehade från 1801 och till sin död. Wallin var fullmäktig i Riksbanken 1799–1800 och i Riksgäldskontoret 1800–1809.